# Sophie (prénom)
Pour les articles homonymes, voir Sophie, Sainte Sophie et Sainte-Sophie.
Sophie est un prénom féminin, principalement fêté le 25 mai.

## Étymologie
Sophie vient du nom féminin grec Sophia, tiré lui-même du nom commun latin  Sophia et plus avant, du grec σοφία, sophia qui signifie « sagesse » et « savoir ».

## Variantes
Il a pour variantes Sofia, Sonia et Sophia et pour forme masculine Sophien.

### Variantes linguistiques
- albanais : Sofijë, Sofija
- allemand : Sophie, Sophia
- anglais : Sophie, Sophia
- bulgare : София (Sofija)
- chinois : 索菲 (Suǒ fěi)
- croate : Sofija
- danois : Sophia
- espagnol : Sofía
- estonien : Sohvi
- finnois : Sofia, Sohvi
- grec : Σοφία (Sophía)
- hongrois : Zsófia, Szófia, Zsófi
- islandais : Soffía
- italien : Sofia
- letton : Sofija
- lituanien : Sofija
- macédonien : Софија (Sofija)
- néerlandais : Sophie, Sofie
- norvégien : Sofie
- polonais : Zofia
- portugais : Sofia
- roumain : Sofia
- russe : София (Sofija), Софья (Sofja)
- serbe : Sofija en serbe latin, Софија en serbe cyrillique
- slovaque : Žofia
- slovène : Sofija
- suédois : Sofia
- tchèque : Žofie
- ukrainien : Софія (Sofija)

## Popularité du prénom
Au début de 2010, plus de 230 000 personnes étaient prénommées Sophie en France. C'est le 22e prénom le plus attribué au siècle dernier dans ce pays, et l'année où il a été attribué le plus est 1971, avec un nombre de 11 212 naissances.

## Personnes portant ce prénom
- Pour voir tous les articles concernant les personnes portant ce prénom, consulter les pages commençant par Sophie.

## Saintes des Églises chrétiennes
Plusieurs saintes portent le nom de Sophie : voir sainte Sophie , parmi lesquelles :
- Sainte Sophie († vers 137), martyre avec ses trois filles Foi, Espérance et Charité appelées en russe : Véra, Nadège et Lioubov (fêtes les 25 mai en Occident et 17 septembre en Orient).
- Sophie et Irène (IIIe siècle), martyres en Égypte (fête le 18 septembre).
- Madeleine-Sophie (°1779 - †1865), Madeleine-Sophie Barat, fêtée le 25 mai.